# The Adventures of Dollie
The Adventures of Dollie is een Amerikaanse stomme en korte film uit 1908 onder regie van D.W. Griffith. Het betekende voor Griffith zijn regiedebuut.

## Verhaal
Op een warme zomerdag nemen een vader en een moeder hun kind Dollie mee op een uitje bij een rivier. Als een zigeuner langskomt, probeert hij iets aan de moeder te verkopen. Wanneer zij weigert, wordt deze boos en probeert moeder en dochter aan te vallen. De vader komt te hulp. De zigeuner keert terug en ontvoert Dollie. De ouders zetten een reddingsteam in, maar de zigeuner verbergt het meisje in een vat op de kar. Na een tijd valt het vat in het water, met het meisje er nog in. Het drijft richting een gevaarlijke waterval...

## Rolverdeling
| Acteur            | Personage             |
| ----------------- | --------------------- |
| Gladys Egan       | Dollie                |
| Arthur V. Johnson | Vader                 |
| Linda Arvidson    | Moeder                |
| Charles Inslee    | Zigeuner              |
| Madeline West     | Vrouw van de zigeuner |

Bekijk de film
https://youtu.be/rdD2zZjKlX8